# بلینگهم (مینه‌سوتا)
بلینگهم، مینه‌سوتا (به انگلیسی: Bellingham, Minnesota) یک شهر در ایالات متحده آمریکا است که در مینه‌سوتا واقع شده‌است.

## خصوصیات
بلینگهم ۱٫۰۴ کیلومترمربع مساحت و ۱۶۸ نفر جمعیت دارد و ۳۲۰ متر بالاتر از سطح دریا واقع شده‌است.